# Valaškovce, Humenné
Valaškovce este o comună slovacă, aflată în districtul Humenné din regiunea Prešov. Localitatea se află la altitudinea de 548 m deasupra n.m., se întinde pe o suprafață de 119,229 km2 și numără 0 locuitori. Se învecinează cu Dlhé nad Cirochou, Modra nad Cirochou, Belá nad Cirochou, Zemplínske Hámre, Remetské Hámre, Poruba pod Vihorlatom, Jovsa, Kusín, Klokočov, Kaluža, Vinné, Porúbka, Chlmec, Ptičie, Kamienka și Kamenica nad Cirochou, Humenné.

## Istoric
Localitatea Valaškovce este atestată documentar din 1635.